# Moxi (sockenhuvudort i Kina, Jiangxi Sheng, lat 29,37, long 115,58)
Moxi är en sockenhuvudort i Kina. Den ligger i provinsen Jiangxi, i den sydöstra delen av landet, omkring 81 kilometer norr om provinshuvudstaden Nanchang. Antalet invånare är 9 658. Befolkningen består av 4 689 kvinnor och 4 969 män. Barn under 15 år utgör 20,0 %, vuxna 15-64 år 69 %, och äldre över 65 år 9,0 %.
Runt Moxi är det ganska tätbefolkat, med 199 invånare per kvadratkilometer. Närmaste större samhälle är Puting, 17,6 km öster om Moxi. I omgivningarna runt Moxi växer huvudsakligen savannskog.
Genomsnittlig årsnederbörd är 2 141 millimeter. Den regnigaste månaden är maj, med i genomsnitt 334 mm nederbörd, och den torraste är januari, med 59 mm nederbörd.